# Italo Martinenghi
Italo Martinenghi, né le 25 octobre 1930 à Milan (Lombardie) et mort le 26 janvier 2008, est un réalisateur, scénariste et producteur de cinéma italien.

## Biographie
Dans les années 1960, Martinenghi a produit quelques films d'aventure, dont deux avec les Trois Supermen, des films adaptés de personnages de bande dessinée. Entre 1973 et 1986, il a réalisé quatre suites, dont deux en coproduction avec la Turquie, et a tourné une autre comédie à petit budget avec son fils dans l'un des rôles principaux.

## Filmographie

### Réalisateur
- 1973 : Trois Supermen dans l'Ouest (...e così divennero i 3 supermen del West)
- 1979 : Les Trois Supermen contre le parrain (it) (3 Supermen contro il Padrino)
- 1979 : Lady Football (it)
- 1984 : Üç Süpermen Olimpiyatlarda (it), coréalisé avec Yavuz Yalinkiliç
- 1986 : 3 Supermen in Santo Domingo (it)

### Producteur
- 1961 : Deux Corniauds contre Hercule (Maciste contro Ercole nella valle dei guai) de Mario Mattoli
- 1967 : Les Trois Fantastiques Supermen (I fantastici tre supermen) de Gianfranco Parolini
- 1969 : Vive le caporal-infirmier Neumann ! (Ein dreifach Hoch dem Sanitätsgefreiten Neumann) de Franz Marischka
- 1969 : Isabelle, duchesse du diable ( 	Isabella duchessa dei diavoli) de Bruno Corbucci
- 1970 : Les Trois Supermen dans la jungle (Che fanno i nostri supermen tra le vergini della jungla?) de Bitto Albertini

### Scénariste
- 1973 : Trois Supermen dans l'Ouest (...e così divennero i 3 supermen del West) de lui-même
- 1986 : 3 Supermen in Santo Domingo (it) de lui-même